# Stemma di Jersey
Lo stemma di Jersey è composto di uno scudo rosso con tre leoni d'oro passanti guardanti. Esso è derivato direttamente dal sigillo concesso al Balivo di Jersey da Edoardo I d'Inghilterra nel 1279. Nel 1907 Edoardo VII del Regno Unito riportò in auge questa antica convenzione.
Lo stemma è molto simile a quello della Normandia, del Guernsey e dell'Inghilterra stessa. Dal 1981 lo stemma è stato incluso anche nella Bandiera di Jersey.